# Yusifcanlı
Yusifcanlı (eingedeutscht Jusifdschanli) ist ein Dorf im Rayon Ağdam von Aserbaidschan.

## Geschichte
Zu Beginn des Jahres 1933 bildete Yusifcanlı mit dem benachbarten Dorf Novruzlu einen gemeinsamen Dorfrat innerhalb des Bezirks Ağdam der Aserbaidschanischen SSR. Zu diesem Zeitpunkt lebten in Yusifcanlı ca. 700 Menschen, alle Aserbaidschaner.
In den 1980er Jahren galt Yusifcanlı als eines der größten Dörfer Ağdams mit über 1300 Einwohnern und war landwirtschaftlich geprägt. Weinbau, Serikultur und Viehzucht zählten zu den wichtigsten Wirtschaftszweigen. Es gab eine Schule bis zur achten Klasse, eine Bibliothek, ein medizinisches Zentrum und einige Kultureinrichtungen.
Im Zuge des Ersten Bergkarabachkrieges (1992–1994) wurde ca. 80 Prozent der Provinz Ağdam von armenischen Streitkräften besetzt, darunter auch Yusifcanlı.
Gemäß der Waffenstillstandsvereinbarung zwischen Aserbaidschan, Armenien und Russland vom 10. November 2020 erfolgte am 20. November 2020 die Rückgabe des Rayons Ağdam an Aserbaidschan. Von Yusifcanlı sind heutzutage nur noch Ruinen übriggeblieben.